# Soiuz TMA-14
La Soiuz TMA-14 (rus: Союз ТМА-14, Unió TMA-14) és un vol Soiuz a l'Estació Espacial Internacional, que es va llançar el 26 de març de 2009. Transporta dos tripulants de l'Expedició 19 així com el turista espacial Charles Simonyi en el seu vol pagat a l'estació espacial. La TMA-14 és el vol número 101 d'una nau Soiuz, incloent els llançaments fallits, tanmateix serà el número 100 en enlairar-se i aterrar amb passatgers, ja que la Soiuz 34 va ser llançada sense tripulació per reemplaçar a la Soiuz 32, que va aterrar buida.
La Soiuz TMA-14 continuarà acoblada a l'estació espacial durant la resta de l'Expedició 19 per utilitzar-la com a vehicle d'escapada en cas d'emergència.

## Tripulació

### Tripulants que aterraran i s'enlairaran de l'EEIExpedició 19[2]
- Guennadi Pàdalka (3) - Comandant -  RSA
- Michael Barratt (1) - Enginyer de Vol 1 -  NASA

### Se n'anirà
- Charles Simonyi (2) - Turista espacial -  Hongria /  Estats Units

### Es quedarà
- Aidin Aimbetov (1) - Enginyer de vol -  Kazakhstan

### Estat del turisme espacial
La Soiuz TMA-14 podria ser l'últim vol d'un turista espacial a l'Estació Espacial Internacional. Amb la retirada del transbordador espacial i l'extensió de la tripulació de l'estació a sis tripulants, totes les posicions de la Soiuz en el futur immediat haurien de ser ocupades per les tripulacions de les expedicions, almenys fins i tot que una altra nau espacial, probablement l'Orion, pugui donar servei a l'Estació Espacial Internacional.

## Tripulació de reserva
- Maksim Surayev -  RSA
- Shannon Walker -  NASA
- Esther Dyson -  Estats Units[3]